# Micrelytra
Micrelytra is een geslacht van wantsen uit de familie van de Alydidae (Kromsprietwantsen). Het geslacht werd voor het eerst wetenschappelijk beschreven door Laporte de Castelnau in 1833.

## Soorten
Het genus bevat de volgende soort:

- Micrelytra fossularum (Rossi, 1790)